# Merkendorf (Bad Gleichenberg)
Merkendorf è una frazione di 1 145 abitanti del comune austriaco di Bad Gleichenberg, nel distretto di Südoststeiermark, in Stiria. Già comune autonomo, il 1º gennaio 2015 è stato aggregato a Bad Gleichenberg assieme agli altri comuni soppressi di Bairisch Kölldorf e Trautmannsdorf in Oststeiermark.